# 南九州国人一揆
南九州国人一揆（みなみきゅうしゅうこくじんいっき）とは、南北朝時代の1377年（天授3年/永和3年）に結成された国一揆である。九州探題今川了俊と島津氏久の衝突に際して薩摩・大隅・日向・肥後4ヶ国の国人衆が結成した。

## 経過

### 発端
九州の大半を制圧した南朝方の征西府打倒のため、北朝の室町幕府から九州探題として派遣された今川了俊は1371年（建徳2年/応安4年）に中国地方の国人衆を従えて豊前に上陸して翌年に大宰府を陥落させ、征西府の有力武将菊池武光・武政父子の相次ぐ死もあいまって順調に九州の南朝勢力を駆逐していった。
ところが、1375年（天授元年/永和元年）に事態は急変する。肥後水島に陣を進めた了俊は筑前の少弐冬資・豊後の大友親世・大隅の島津氏久への参陣を呼びかけたが、少弐冬資だけは来なかったので島津氏久に促して冬資を水島に招き寄せ、その席上で冬資を暗殺した（水島の変）。面目を潰された島津氏久は征西府に寝返り、大友親世は探題側に留まったものの中立、冬資の弟の少弐頼澄も離反、征西府の菊池武朝らの反撃が重なり、了俊は水島から肥前への撤退を余儀なくされた。翌1376年（天授2年/永和2年）、了俊は長門の大内義弘の援軍を得て挽回、天授3年/永和3年（1377年）1月13日の肥前蜷打の戦いで征西府軍を撃破、菊池武朝を肥後に封じ込めたが、氏久及び甥の島津伊久は離反したままだった。

### 国人一揆の結成
そこで了俊は天授2年/永和2年、末子の今川満範を薩摩・大隅・日向の総大将として南九州に派遣、合わせて国人衆の氏久からの離反を画策した。5月、了俊は伊集院氏・渋谷氏らに満範の下向を伝え、協力を要請した。6月に満範は肥後の相良前頼を頼って人吉に入り、球磨郡の平定に当たり、8月に日向庄内（現在の宮崎県都城市）の制圧に取り掛かりながら相良前頼とともに禰寝氏・肝付氏など国人衆の参陣を呼びかけ、日向三俣院の高城に入城した。同月、室町幕府から氏久と伊久の大隅・薩摩守護職解任と了俊の両方の守護職任命も届き、9月に氏久の叔父樺山資久が籠もる小山城を落とし、氏久の従弟北郷義久・樺山音久兄弟が籠城している都之城に進軍、1377年（天授3年/永和3年）3月頃に包囲網が整った。
ところが、9月になって氏久と伊久が了俊に降伏してきた。了俊は2人に所領安堵を約束したが、了俊・満範父子に従った国人衆はこの問題に対応するために10月28日、薩摩・大隅・日向・肥後4ヶ国の国人61人が三条を記した一揆契上に署名した。一条目は島津氏への防戦、二条目は一揆の所領相論の調停、三条目は本領と新たに与えられた土地への入部で訴訟を起こす場合、一揆全体で上級機関に訴えることを規定した。
二条目と三条目は了俊の意向も受けながら自分達の談合で解決すること、一条目は了俊の判断を待たず自分達で防戦に努めることも規定した。一条目については、了俊と和解して障害のなくなった氏久が国人衆の討伐を図るのではないかという疑いから書かれたもので、了俊は氏久の降参について一揆が不満を覚えていることを認めながら、幕府への忠節を強調して所領問題については氏久に有利な裁定を下したことから了俊は一揆の信頼を失った。氏久も一揆方の国人への調略を行い、それぞれが緊迫した関係になっていった。

### 崩壊
天授4年/永和4年（1378年）3月、了俊は氏久が一向に参陣しないことを理由に決別、大隅国人に三俣院の満範の元へ参陣することを催促、一揆と合流した満範は12月に都之城を再包囲した。しかし、氏久も志布志城から出陣、都之城の後詰に向かった。翌天授5年/康暦元年（1379年）3月1日と3月3日の合戦（蓑原の合戦）で氏久・北郷義久らが勝利、満範は大敗して都之城から撤退した。満範は敗北後も一揆勢を率いて1380年（天授6年/康暦2年）、1381年（弘和元年/永徳元年）に南九州の掃討と都之城包囲を敢行したが、どちらも失敗に終わった。
そして同年10月に氏久が再び了俊に帰順した。この帰順も一揆勢にとっては危険であり、氏久は一揆勢の所領侵略を始め、了俊は最初の帰順同様一揆勢の都合を棚上げにして氏久への休戦と肥後八代（征西府の最後の拠点）への参戦を呼びかけるだけだったので、1385年（元中2年/至徳2年）に今川方として活動していた相良前頼が離反、征西府に帰順したのを始めに禰寝氏や伊集院氏も離反して国人一揆は事実上崩壊した。
1387年（元中4年/至徳4年）に氏久が60歳で死去、後を継いだ子の元久も了俊への帰順と離反を繰り返しながら幕府と直接交渉して日向守護職に補任され、1394年（明徳5年）の相良前頼の戦死と1395年（応永2年）の了俊の九州探題解任もあって守護領国制を確立していった。